# Онипко, Максим Данилович
Максим Данилович Онипко (1915, деревня Жуковка Константиноградского уезда Полтавской губернии, теперь в составе пгт. Машевка Машевского района Полтавской области — 13 сентября 2005, город Полтава Полтавской области) — советский деятель, 1-й секретарь Полтавского городского комитета КПУ, председатель исполнительного комитета Полтавского областного промышленного совета депутатов трудящихся (1963—1964 гг.). Депутат Верховного Совета УССР 6-го созыва.

## Биография
В 1934 году окончил школу фабрично-заводского обучения при Полтавском паровозоремонтном заводе. Работал нарядчиком поездных бригад вагонного депо станции Основа Харьковской области.
В 1937—1938 годах учился на курсах партийно-комсомольского актива политического отдела Южной железной дороги.
В 1938—1941 годах — на комсомольской работе на железнодорожном транспорте. Член ВКП(б) с 1939 года.
Во время Великой Отечественной войны в 1941 году работал инструктором политического отдела Рязано-Уральской железной дороги. Затем был старшим инструктором Политического управления Министерства путей СССР с комсомольской работы.
В 1943—1950 годах — 1-й секретарь Полтавского областного комитета ЛКСМУ.
В 1950 — 13 февраля 1959 года — заместитель председателя исполнительного комитета Полтавского областного совета депутатов трудящихся.
12 февраля 1959 — январь 1963 года — 1-й секретарь Полтавского городского комитета КПУ.
В январе 1963 — декабре 1964 года — председатель исполнительного комитета Полтавского областного промышленного совета депутатов трудящихся.
В декабре 1964—1970 года — секретарь Полтавского областного комитета КПУ.
До 1988 года — директор Полтавского краеведческого музея.
Потом — на пенсии в городе Полтаве.

## Награды
- два ордена Трудового Красного Знамени (28.10.1948; 26.02.1958)
- орден «Знак Почета»
- медали
- Заслуженный работник культуры Украинской ССР (29.10.1985)